# Area di protezione ambientale di Guaraqueçaba
L'Area naturale protetta di Guaraqueçaba è un'unità di conservazione brasiliana per l'uso sostenibile della natura che occupa una parte dei comuni paranaensi di Antonina, Campina Grande do Sul, Guaraqueçaba e Paranaguá, e dei comuni paulisti di Barra do Turvo e Cananéia.
Fu costituita con l'obiettivo di dare protezione a una delle ultime aree rappresentative della foresta pluviale atlantica. Al suo interno si trovano specie rare e minacciate, il complesso estuarino della baia di Paranaguá, siti archeologici (sambaquis), le comunità autoctone dei caiçaras integrati nell'ecosistema regionale.

## Storia
L'area di protezione ambientale di Guaraqueçaba (APA de Guaraqueçaba) fu creata con decreto 90.883 della Presidenza della Repubblica del 31 gennaio 1985, su un'area approssimativa di 283.014 ha. Con la promulgazione della legge 9.513, del 20 novembre 1997 e la conseguente delimitazione del parco nazionale di Superaguì, le aree originalmente attribuite all'APA di Guaraqueçaba ma incluse nei confini del nuovo parco, così come le porzioni delle isole di Superagui e das Peças che non fanno parte del parco nazionale, furono escluse dall'APA di Guaraqueçaba, riducendo quindi le sue dimensioni a quelle attuali.
L'APA di Guaraqueçaba è inserita nella riserva della biosfera della Vale do Ribeira e della Serra da Graciosa. Il territorio comprende la stazione ecologica di Guaraqueçaba, il parco nazionale di Superaguì e le riserve private del patrimonio naturale del Salto Morato, della Serra di Itaguì, del Rio Cachoeira e del Sebuí.

## Territorio
L'APA comprende diversi ambienti del bioma della foresta atlantica, tra cui quello della foresta pluviale, la foresta di montagna, la mangrovia e la paludi salmastre. Il clima è tipicamente tropicale umido, con elevate precipitazioni e temperatura media di circa 28 °C.

## Fauna
L'APA di Guaraqueçaba ospita due specie endemiche, la scimmia leontocebo dalla testa negra (Leontopithecus caissara) e il pappagallo amazzone codarossa (Amazona brasiliensis), nonché numerose specie di uccelli che necessitano di protezione perché a diverso grado di rischio, quali: l'airone tigrato fasciato (Tigrisoma fasciatum), il guan fischiatore frontenera (Pipile jacutinga), la poiana collobianco (Buteogallus lacernulatus), il beccabacca testanera (Carpornis melanocephala) e la tortorina aliviola (Claravis geoffroyi).

## Accessi
L'APA di Guaraqueçaba è situata da poco di 100 km da Curitiba, capitale dello Stato del Paraná, servita da un aeroporto internazionale (codice IATA: CWB). Da Curitiba esistono collegamenti per via terra, con autobus diretti a Paranaguá e Antonina o per la strada panoramica della Serra da Graciosa con un servizio più lungo che però arriva direttamente fino a Tagaçaba e Guaraqueçaba. Dal porto di Paranaguá, esiste la possibilità di affittare barche a motore per attraversare la baia e recarsi a Guaraqueçaba.

## Strutture ricettive
A Guaraqueçaba esistono pensioni di varo livello e, all'interno dell'APA, esistono alloggiamenti dotati di comfort basici, in sintonia con la necessità di conservazione e gestione sostenibile dell'ambiente.